# ゲルマニア (航空会社)
ゲルマニア（ドイツ語: Germania / Germania Fluggesellschaft mbH）は、かつて存在していたベルリンに本部を置くドイツの航空会社である。ドイツ各地から、ヨーロッパ各国、北アフリカ、中東に向けて定期便、チャーター便を就航していた。

## 概要

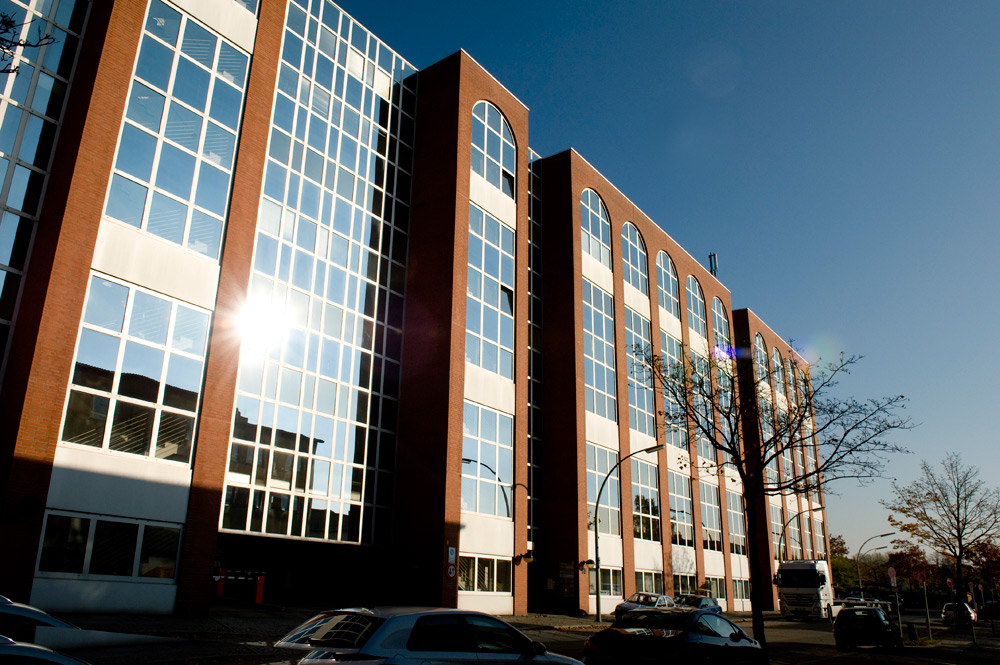
ベルリンにある本社

1978年4月にケルン・ボン空港を拠点として設立された航空会社「スペシャル・エア・トランスポート (S.A.T.)」が前身となっている。1986年に現在の「ゲルマニア」へ社名を改めた。1993年から1994年にかけて、拠点をベルリン・テーゲル空港に移動。以降、現在に至るまで本社をテーゲル空港の近くに置いている。2013年からは、ハブ空港をテーゲル空港からベルリン・シェーネフェルト空港へと移している。
関連会社に、航空機メンテナンス企業のゲルマニア・テヒニーク・ブランデンブルク (Germania Technik Brandenburg GmbH, GTB) がある。
2019年2月、経営破綻。その原因を会社は燃料費の高騰とユーロ安によるものとしている。

## 就航地
ゲルマニアは、定期便はもとより、ヨーロッパで人気のリゾート地への季節限定便を多く運航している。2015年10月以降の就航予定都市は以下のとおり。
| ドイツ - ハンブルク空港 - ロストック＝ラーゲ空港 - ブレーメン空港 - ベルリン・シェーネフェルト空港 - ミュンスター・オスナブリュック国際空港 - エアフルト・ヴァイマル空港 - ドルトムント空港 - カッセル空港 - ドレスデン空港 - デュッセルドルフ空港 - ミュンヘン空港 - フリードリヒスハーフェン空港 スウェーデン - ストックホルム・アーランダ空港 イギリス - ロンドン・ガトウィック空港 オーストリア - ウィーン国際空港 | コソボ - プリシュティナ国際空港 スペイン - パルマ・デ・マヨルカ空港 - ランサローテ空港 - テネリフェ・スール空港 - フエルテベントゥラ空港 - グラン・カナリア空港 ポルトガル - マデイラ空港 モロッコ - マラケシュ・メナラ空港 チュニジア - エンフィダ＝ハンマメット国際空港 - ジェルバ＝ザルジス国際空港 エジプト - フルガダ国際空港 - マルサ・アラム国際空港 | トルコ - アンタルヤ空港 キプロス - パフォス国際空港 - ラルナカ国際空港 レバノン - ラフィク・ハリリ国際空港 イスラエル - ベン・グリオン国際空港 - オブダ国際空港 イラク - スレイマニヤ国際空港 - アルビール国際空港 イラン - エマーム・ホメイニー国際空港 - マシュハド国際空港 |

## 機体

### 現在保有している機材

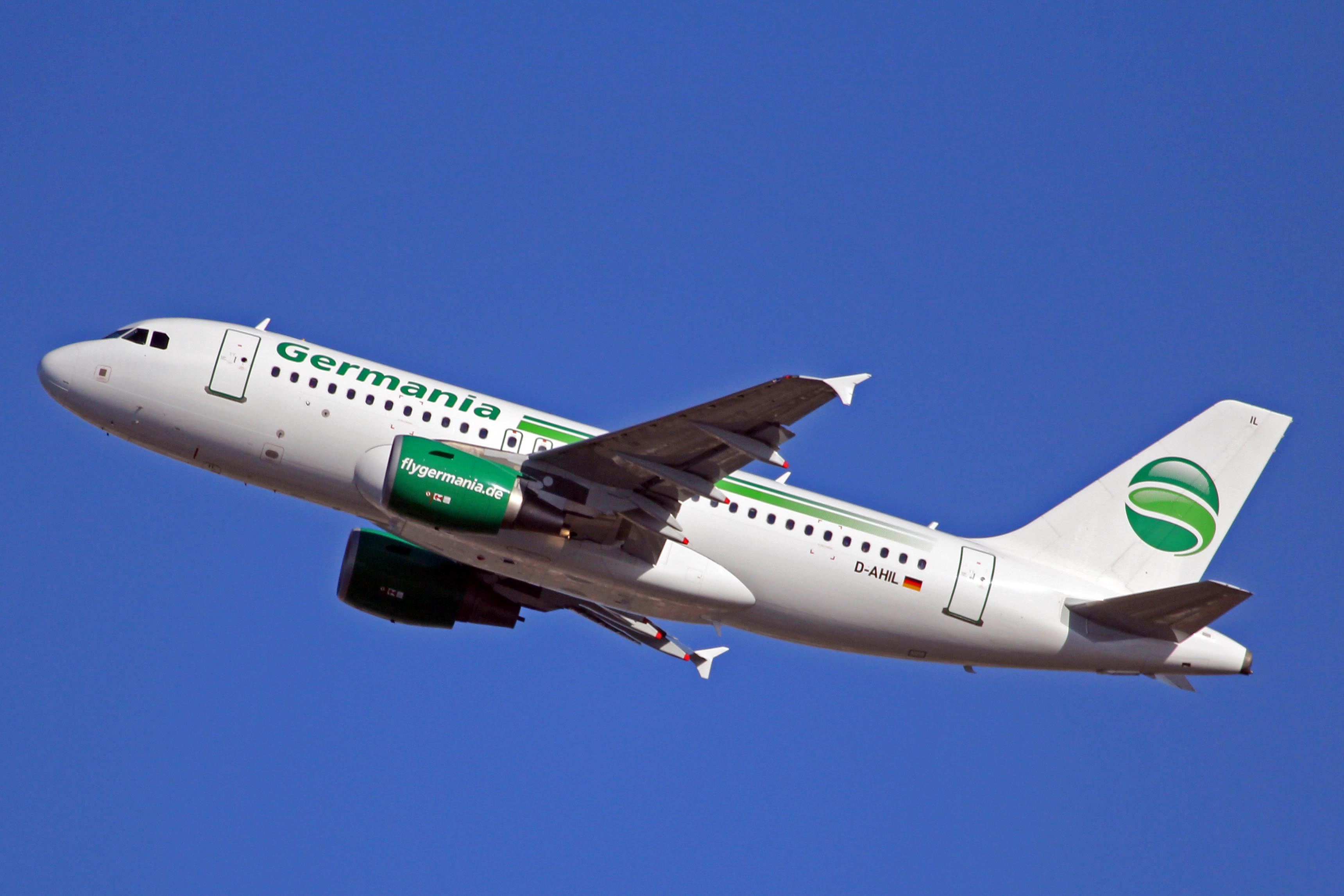
エアバスA319-100型機

2015年9月現在、ゲルマニアが保有している機材は以下のとおり。

### 過去に保有していた機材

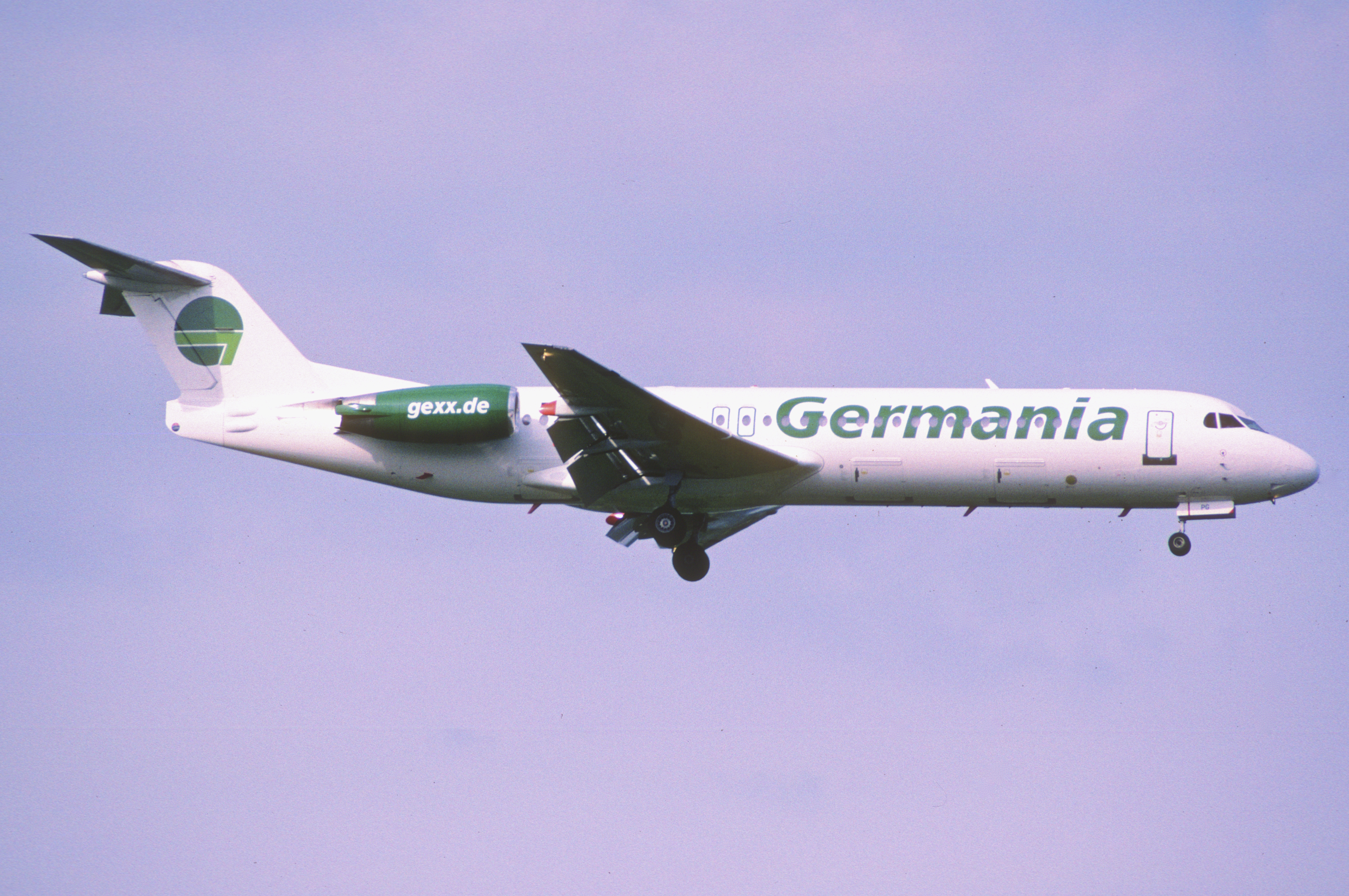
フォッカー 100型機

ゲルマニアが現在および過去に保有していた機材は以下のとおり。